# Discographie de Hardwell
La discographie de Hardwell, un disc jockey et producteur néerlandais, recense un total d'un album studio, 11 compilations, et 82 singles.
Classé depuis 2013 comme DJ le plus populaire par DJ Magazine, Hardwell s'illustre dans les genres house progressive et electro house. En 2008, il se fait connaître grâce à son bootleg Show Me Love vs. Be de Robin S., devenu un hit dans les clubs à travers le monde, puis repris par Michael Mind. Il produit ensuite de nombreux singles diffusés dans les clubs : Spaceman, Encoded, Cobra, Apollo mais aussi Zero 76 en collaboration avec Tiësto. En 2010, il crée son propre label Revealed Recordings. Avec Alesso, Deniz Koyu et R3hab, Hardwell a été nommé révélation 2011 par MTV. Après avoir fait une entrée à la 24e position dans le Top 100 DJ de DJ Mag en 2011, il se classe 6e l'année suivante puis devient premier en 2013, place qu'il conserve en 2014, devenant le plus jeune DJ de l'histoire du classement. En 2015, il perd une place au classement, il se retrouve 2e et s'est fait devancer par les frères Dimitri Vegas & Like Mike. Son premier album de 2015, United We Are, est sorti le 23 janvier 2015.

## Albums

### Albums studio
| Titre                                                                           | Détails                                                                       | Meilleure position | Meilleure position | Meilleure position | Meilleure position | Meilleure position | Meilleure position | Meilleure position | Meilleure position | Meilleure position | Meilleure position |
| Titre                                                                           | Détails                                                                       | P-B                | ALL                | AUS                | AUT                | BEL (FL)           | BEL (WAL)          | É-U                | R-U                | SUE                | SUI                |
| ------------------------------------------------------------------------------- | ----------------------------------------------------------------------------- | ------------------ | ------------------ | ------------------ | ------------------ | ------------------ | ------------------ | ------------------ | ------------------ | ------------------ | ------------------ |
| United We Are                                                                   | - Sortie : 23 janvier 2015 - Label : Revealed - Formats : CD, téléchargement  | 1                  | 11                 | 41                 | 6                  | 13                 | 27                 | 85                 | 83                 | 35                 | 4                  |
| Rebels Never Die                                                                | - Sortie : 9 septembre 2022 - Label : Revealed - Formats : CD, téléchargement | 29                 | —                  | —                  | —                  | 146                | —                  | —                  | —                  | —                  | —                  |
| « — » signifie que l'album ne s'est pas classé ou n'est pas sorti dans le pays. |                                                                               |                    |                    |                    |                    |                    |                    |                    |                    |                    |                    |

### Albums de remixes
- 2015 : United We Are (Remixes)

### Compilations
- 2010 : Hardwell presents 'Revealed Volume 1'
- 2011 : Hardwell presents 'Revealed Volume 2'
- 2012 : Hardwell presents 'Revealed Volume 3'
- 2013 : Hardwell presents 'Revealed Volume 4'
- 2014 : Hardwell presents 'Revealed Volume 5'
- 2015 : Hardwell presents 'Revealed Volume 6'
- 2016 : Hardwell presents 'Revealed Volume 7'
- 2017 : Hardwell presents 'Revealed Volume 8'
- 2018 : Hardwell presents 'Revealed Volume 9'
- 2019 : Hardwell presents 'Revealed Volume 10'
- 2020 : The Story of Hardwell

### DJ Mixes
- 2006 : Eclectic Beatz
- 2006 : Eclectic Beatz 2
- 2007 : Eclectic Beatz 3
- 2007 : Eclectic Beatz 4
- 2007 : Eclectic Beatz 5
- 2008 : Eclectic Beatz 6
- 2008 : Eclectic Beatz 7
- 2009 : Eclectic Beatz 8 - The Miami Edition
- 2009 : Eclectic Beatz 9 - The After Summer Edition
- 2010 : Eclectic Beatz 10 - The Final Edition

## Singles
| Titre                                                                             | Année | Positions | Positions | Positions | Positions | Positions | Positions | Positions | Certifications  | Album                                  |
| Titre                                                                             | Année | P-B       | ALL       | AUS       | AUT       | BEL (FL)  | FRA       | R-U       | Certifications  | Album                                  |
| --------------------------------------------------------------------------------- | ----- | --------- | --------- | --------- | --------- | --------- | --------- | --------- | --------------- | -------------------------------------- |
| The Mirror (avec Franky Rizardo)                                                  | 2006  | —         | —         | —         | —         | —         | —         | —         |                 | Non-album singles                      |
| Slammin' (avec Franky Rizardo)                                                    | 2006  | —         | —         | —         | —         | —         | —         | —         |                 | Non-album singles                      |
| Soca Funk' (avec Franky Rizardo)                                                  | 2006  | —         | —         | —         | —         | —         | —         | —         |                 | Non-album singles                      |
| Never Knew Love (avec Greatski)                                                   | 2007  | 40        | —         | —         | —         | —         | —         | —         |                 | Non-album singles                      |
| Mrkrstft (avec R3hab)                                                             | 2008  | —         | —         | —         | —         | —         | —         | —         |                 | Non-album singles                      |
| Enigma                                                                            | 2008  | —         | —         | —         | —         | —         | —         | —         |                 | Non-album singles                      |
| Wake Up (avec DJ Jeroenski)                                                       | 2008  | —         | —         | —         | —         | —         | —         | —         |                 | Non-album singles                      |
| Gate 76 (featuring Sunnery James & Ryan Marciano)                                 | 2008  | —         | —         | —         | —         | —         | —         | —         |                 | Non-album singles                      |
| Display / Storage                                                                 | 2009  | —         | —         | —         | —         | —         | —         | —         |                 | Non-album singles                      |
| Twilight Zone                                                                     | 2009  | —         | —         | —         | —         | —         | —         | —         |                 | Non-album singles                      |
| Feel So High (featuring I-Fan)                                                    | 2009  | —         | —         | —         | —         | —         | —         | —         |                 | Non-album singles                      |
| Blue Magic (avec R3hab)                                                           | 2009  | —         | —         | —         | —         | —         | —         | —         |                 | Non-album singles                      |
| Get Down Girl (avec Funkadelic)                                                   | 2010  | —         | —         | —         | —         | —         | —         | —         |                 | Non-album singles                      |
| Smoke / Voyage                                                                    | 2010  | —         | —         | —         | —         | —         | —         | —         |                 | Hardwell Presents 'Revealed Volume 1'  |
| Alright 2010 (avec Red Carpet)                                                    | 2010  | —         | —         | —         | —         | —         | —         | —         |                 | Non-album singles                      |
| Molotov                                                                           | 2010  | —         | —         | —         | —         | —         | —         | —         |                 | Non-album singles                      |
| Move It 2 the Drum (avec Chuckie featuring MC Ambush)                             | 2010  | —         | —         | —         | —         | —         | —         | —         |                 | Non-album singles                      |
| Asteroid (avec Franky Rizardo)                                                    | 2010  | —         | —         | —         | —         | —         | —         | —         |                 | Hardwell Presents 'Revealed Volume 1'  |
| Zero 76 (avec Tiësto)                                                             | 2011  | 19        | —         | —         | —         | —         | —         | —         |                 | Hardwell Presents 'Revealed Volume 2'  |
| Encoded                                                                           | 2011  | —         | —         | —         | —         | —         | —         | —         |                 | Hardwell Presents 'Revealed Volume 2'  |
| The World                                                                         | 2011  | —         | —         | —         | —         | —         | —         | —         |                 | Hardwell Presents 'Revealed Volume 2'  |
| Beta (vs. Nicky Romero)                                                           | 2011  | —         | —         | —         | —         | —         | —         | —         |                 | Non-album singles                      |
| Cobra                                                                             | 2011  | 51        | —         | —         | —         | —         | —         | —         |                 | Non-album singles                      |
| Munster (avec JoeySuki)                                                           | 2011  | —         | —         | —         | —         | —         | —         | —         |                 | Non-album singles                      |
| Spaceman                                                                          | 2012  | —         | —         | —         | —         | —         | 79        | —         |                 | Hardwell Presents 'Revealed Volume 3'  |
| Kontiki (avec Dannic)                                                             | 2012  | —         | —         | —         | —         | —         | —         | —         |                 | Hardwell Presents 'Revealed Volume 3'  |
| Call Me a Spaceman (featuring Mitch Crown)                                        | 2012  | 34        | —         | —         | —         | —         | —         | —         |                 | Hardwell Presents 'Revealed Volume 3'  |
| How We Do (avec Showtek)                                                          | 2012  | 91        | —         | —         | —         | —         | —         | —         |                 | Non-album single                       |
| Apollo (featuring Amba Shepherd)                                                  | 2012  | 46        | —         | —         | 71        | —         | 70        | —         | - NVPI: Platine | Hardwell Presents 'Revealed Volume 4'  |
| Dynamo (avec Laidback Luke)                                                       | 2013  | —         | —         | —         | —         | —         | —         | —         |                 | Non-album single                       |
| Never Say Goodbye (avec Dyro featuring Bright Lights)                             | 2013  | —         | —         | —         | —         | —         | —         | —         |                 | Hardwell Presents 'Revealed Volume 4'  |
| Three Triangles (Losing My Religion)                                              | 2013  | —         | —         | —         | —         | —         | —         | —         |                 | Until Now                              |
| Jumper (avec W&W)                                                                 | 2013  | —         | —         | —         | —         | —         | 141       | —         |                 | Non-album singles                      |
| Countdown (avec MAKJ)                                                             | 2013  | 41        | —         | —         | —         | 28        | —         | —         |                 | Non-album singles                      |
| Dare You (featuring Matthew Koma)                                                 | 2013  | 40        | —         | —         | —         | 13        | —         | 18        |                 | Hardwell Presents 'Revealed Volume 5'  |
| Everybody Is in the Place                                                         | 2014  | —         | —         | —         | —         | 42        | —         | 59        |                 | Hardwell Presents 'Revealed Volume 5'  |
| Arcadia (avec Joey Dale featuring Luciana)                                        | 2014  | —         | —         | —         | —         | —         | 166       | —         |                 | United We Are                          |
| The Dance Floor Is Yours (avec W&W)                                               | 2014  | —         | —         | —         | —         | —         | —         | —         |                 | Non-album single                       |
| Young Again (featuring Chris Jones)                                               | 2014  | 23        | —         | —         | 56        | —         | 180       | —         | - NVPI: Platine | United We Are                          |
| Don't Stop the Madness (avec W&W featuring Fatman Scoop)                          | 2014  | —         | —         | —         | —         | —         | —         | —         |                 | United We Are                          |
| Eclipse                                                                           | 2015  | —         | —         | —         | 34        | —         | —         | —         |                 | United We Are                          |
| Sally (featuring Harrison)                                                        | 2015  | 56        | 60        | —         | 33        | —         | —         | —         | - NVPI: Or      | United We Are                          |
| Echo (featuring Jonathan Mendelsohn)                                              | 2015  | —         | —         | —         | —         | —         | —         | —         |                 | United We Are                          |
| Follow Me (featuring Jason Derulo)                                                | 2015  | 84        | —         | 26        | —         | —         | —         | —         | - NVPI: Or      | United We Are                          |
| Chameleon (avec Wiwek)                                                            | 2015  | —         | —         | —         | —         | —         | —         | —         |                 | Hardwell Presents 'Revealed Volume 6'  |
| Survivors (avec Dannic featuring Haris)                                           | 2015  | —         | —         | —         | —         | —         | —         | —         |                 | Hardwell Presents 'Revealed Volume 6'  |
| Off the Hook (avec Armin van Buuren)                                              | 2015  | —         | —         | —         | —         | —         | —         | —         |                 | Embrace                                |
| Mad World (featuring Jake Reese)                                                  | 2015  | 78        | —         | —         | —         | —         | 117       | —         |                 | Hardwell Presents 'Revealed Volume 7'  |
| Blackout                                                                          | 2016  | —         | —         | —         | —         | —         | —         | —         |                 | Non-album singles                      |
| Hollywood (avec Afrojack)                                                         | 2016  | —         | —         | —         | —         | —         | —         | —         |                 | Non-album singles                      |
| Run Wild (featuring Jake Reese)                                                   | 2016  | —         | —         | —         | —         | —         | —         | —         |                 | Hardwell Presents 'Revealed Volume 7'  |
| Calavera (avec KURA)                                                              | 2016  | —         | —         | —         | —         | —         | —         | —         |                 | Hardwell Presents 'Revealed Volume 7'  |
| 8Fifty (avec Thomas Newson)                                                       | 2016  | —         | —         | —         | —         | —         | —         | —         |                 | Hardwell Presents 'Revealed Volume 7'  |
| Live the Night (avec W&W featuring Lil Jon)                                       | 2016  | —         | —         | —         | —         | —         | 112       | —         |                 | Non-album single                       |
| Wake Up Call                                                                      | 2016  | —         | —         | —         | —         | —         | —         | —         |                 | Hardwell Presents 'Revealed Volume 7'  |
| No Holding Back (featuring Craig David)                                           | 2016  | —         | —         | —         | —         | —         | —         | —         |                 | Following My Intuition                 |
| Going Crazy (avec Blasterjaxx)                                                    | 2016  | —         | —         | —         | —         | —         | —         | —         |                 | Hardwell Presents 'Revealed Volume 7'  |
| Thinking About You (featuring Jay Sean)                                           | 2016  | 64        | —         | —         | —         | —         | —         | —         | - NVPI: Or      | Non-album singles                      |
| Get Down (avec W&W)                                                               | 2016  | —         | —         | —         | —         | —         | —         | —         |                 | Non-album singles                      |
| Baldadig (avec Quintino)                                                          | 2016  | —         | —         | —         | —         | —         | —         | —         |                 | Non-album singles                      |
| Party Till the Daylight                                                           | 2017  | —         | —         | —         | —         | —         | —         | —         |                 | Non-album singles                      |
| Creatures of the Night (avec Austin Mahone)                                       | 2017  | 99        | —         | —         | —         | —         | —         | —         |                 | Non-album singles                      |
| We Are One (featuring Jolin Tsai)                                                 | 2017  | —         | —         | —         | —         | —         | —         | —         |                 | Non-album singles                      |
| Make The World Ours                                                               | 2017  | —         | —         | —         | —         | —         | —         | —         |                 | Hardwell Presents 'Revealed Volume 8'  |
| We Are Legends (avec Kaaze & Jonathan Mendelsohn)                                 | 2017  | —         | —         | —         | —         | —         | —         | —         |                 | Hardwell & Friends EP Volume 1         |
| We Are One (featuring Alexander Tidebrink)                                        | 2017  | —         | —         | —         | —         | —         | —         | —         |                 | Hardwell & Friends EP Volume 1         |
| Police (You Ain't Ready) (avec Kura & Anthony B)                                  | 2017  | —         | —         | —         | —         | —         | —         | —         |                 | Hardwell & Friends EP Volume 1         |
| All That We are Living For (avec Atmozfears & M.Bronx)                            | 2017  | —         | —         | —         | —         | —         | —         | —         |                 | Hardwell & Friends EP Volume 1         |
| Smash This Beat (avec Maddix)                                                     | 2017  | —         | —         | —         | —         | —         | —         | —         |                 | Hardwell & Friends EP Volume 1         |
| Badam (avec Henry Fong featuring Mr. Vegas)                                       | 2017  | —         | —         | —         | —         | —         | —         | —         |                 | Hardwell & Friends EP Volume 2         |
| Still the One (avec Kill the Buzz featuring Max Collins)                          | 2017  | —         | —         | —         | —         | —         | —         | —         |                 | Hardwell & Friends EP Volume 2         |
| What We Need (featuring Haris)                                                    | 2017  | —         | —         | —         | —         | —         | —         | —         |                 | Hardwell & Friends EP Volume 2         |
| Powermove (avec Moksi)                                                            | 2017  | —         | —         | —         | —         | —         | —         | —         |                 | Hardwell & Friends EP Volume 2         |
| Here Once Again (avec Dr Phunk)                                                   | 2017  | —         | —         | —         | —         | —         | —         | —         |                 | Hardwell & Friends EP Volume 2         |
| Power (avec KSHMR)                                                                | 2017  | 92        | —         | —         | —         | —         | —         | —         |                 | Hardwell Presents 'Revealed Volume 8'  |
| Hands Up (avec Afrojack featuring MC Ambush)                                      | 2017  | —         | —         | —         | —         | —         | —         | —         |                 | Hardwell Presents 'Revealed Volume 8'  |
| The Universe                                                                      | 2017  | —         | —         | —         | —         | —         | —         | —         |                 | Hardwell Presents 'Revealed Volume 8'  |
| Who's in the House                                                                | 2017  | —         | —         | —         | —         | —         | —         | —         |                 | Hardwell Presents 'Revealed Volume 8'  |
| The Underground (avec Timmy Trumpet)                                              | 2018  | —         | —         | —         | —         | —         | —         | —         |                 | Hardwell & Friends EP Volume 3         |
| Woest (avec Quintino)                                                             | 2018  | —         | —         | —         | —         | —         | —         | —         |                 | Hardwell & Friends EP Volume 3         |
| Get Low (avec Sick Individuals)                                                   | 2018  | —         | —         | —         | —         | —         | —         | —         |                 | Hardwell & Friends EP Volume 3         |
| Safari (avec Jewelz & Sparks)                                                     | 2018  | —         | —         | —         | —         | —         | —         | —         |                 | Hardwell & Friends EP Volume 3         |
| Take Us Down (Feeding Our Hunger) (avec Dr Phunk & Jantine)                       | 2018  | —         | —         | —         | —         | —         | —         | —         |                 | Hardwell & Friends EP Volume 3         |
| Ze Willen Mee (avec Bizzey & Lil' Kleine & Chivv)                                 | 2018  | 4         | —         | —         | —         | —         | —         | —         |                 | Non-album single                       |
| Anthem (avec Steve Aoki)                                                          | 2018  | —         | —         | —         | —         | —         | —         | —         |                 | 5OKI                                   |
| Thunder (avec Julian Calor sous Magnomite)                                        | 2018  | —         | —         | —         | —         | —         | —         | —         |                 | Non-album singles                      |
| Earthquake (featuring Harrison)                                                   | 2018  | —         | —         | —         | —         | —         | —         | —         |                 | Hardwell Presents 'Revealed Volume 9'  |
| Conquerors (Part 1 & Part 2) (avec Metropole Orkest)                              | 2018  | —         | —         | —         | —         | —         | —         | —         |                 | Hardwell Presents 'Revealed Volume 9'  |
| Shine a Light (avec Wildstylez featuring KiFi)                                    | 2018  | —         | —         | —         | —         | —         | —         | —         |                 | Hardwell Presents 'Revealed Volume 9'  |
| Bigroom Never Dies (avec Blasterjaxx)                                             | 2018  | —         | —         | —         | —         | —         | —         | —         |                 | Hardwell Presents 'Revealed Volume 9'  |
| Unity (avec Dimitri Vegas & Like Mike)                                            | 2018  | —         | —         | —         | —         | —         | —         | —         |                 | Tomorrowland 2018                      |
| Bella Ciao (avec Maddix)                                                          | 2018  | —         | —         | —         | —         | —         | —         | —         |                 | Hardwell Presents 'Revealed Volume 9'  |
| This is Love (avec Kaaze featuring Loren Allred)                                  | 2018  | —         | —         | —         | —         | —         | —         | —         |                 | Hardwell Presents 'Revealed Volume 9'  |
| Light It Up (avec Suyano featuring Richie Loop)                                   | 2018  | —         | —         | —         | —         | —         | —         | —         |                 | Hardwell Presents 'Revealed Volume 9'  |
| Out of This Town (avec Vinai featuring Cam Meekins)                               | 2018  | —         | —         | —         | —         | —         | —         | —         |                 | Hardwell Presents 'Revealed Volume 9'  |
| Kicking It Hard                                                                   | 2018  | —         | —         | —         | —         | —         | —         | —         |                 | Hardwell Presents 'Revealed Volume 9'  |
| How You Love Me (featuring Conor Maynard & Snoop Dogg)                            | 2018  | —         | —         | —         | —         | —         | —         | —         |                 | Hardwell Presents 'Revealed Volume 10' |
| Being Alive (featuring Jguar)                                                     | 2019  | —         | —         | —         | —         | —         | —         | —         |                 | Hardwell Presents 'Revealed Volume 10' |
| Chase the Sun (avec Dannic featuring Kelli-Leigh)                                 | 2019  | —         | —         | —         | —         | —         | —         | —         |                 | Hardwell Presents 'Revealed Volume 10' |
| I'm Not Sorry (avec Mike Williams)                                                | 2019  | —         | —         | —         | —         | —         | —         | —         |                 | Hardwell Presents 'Revealed Volume 10' |
| Summer Air (featuring Trevor Guthrie)                                             | 2019  | —         | —         | —         | —         | —         | —         | —         |                 | Hardwell Presents 'Revealed Volume 10' |
| Reckless (avec Quintino)                                                          | 2019  | —         | —         | —         | —         | —         | —         | —         |                 | Hardwell Presents 'Revealed Volume 10' |
| Retrograde                                                                        | 2019  | —         | —         | —         | —         | —         | —         | —         |                 | Hardwell Presents 'Revealed Volume 10' |
| Left Right (avec Deorro & MAKJ featuring Fatman Scoop)                            | 2019  | —         | —         | —         | —         | —         | —         | —         |                 | Non-album single                       |
| Go To War (avec Suyano)                                                           | 2019  | —         | —         | —         | —         | —         | —         | —         |                 | Hardwell Presents 'Revealed Volume 10' |
| Bootshaus ID (avec Blasterjaxx sous Jaxxwell)                                     | 2021  | —         | —         | —         | —         | —         | —         | —         |                 | Non-album single                       |
| Into The Unknown                                                                  | 2022  | —         | —         | —         | —         | —         | —         | —         |                 | Rebels Never Die                       |
| Broken Mirror                                                                     | 2022  | —         | —         | —         | —         | —         | —         | —         |                 | Rebels Never Die                       |
| F*cking Society                                                                   | 2022  | —         | —         | —         | —         | —         | —         | —         |                 | Rebels Never Die                       |
| Black Magic                                                                       | 2022  | —         | —         | —         | —         | —         | —         | —         |                 | Rebels Never Die                       |
| Dopamine                                                                          | 2022  | —         | —         | —         | —         | —         | —         | —         |                 | Rebels Never Die                       |
| Godd                                                                              | 2022  | —         | —         | —         | —         | —         | —         | —         |                 | Rebels Never Die                       |
| Pacman                                                                            | 2022  | —         | —         | —         | —         | —         | —         | —         |                 | Rebels Never Die                       |
| Mind Control                                                                      | 2022  | —         | —         | —         | —         | —         | —         | —         |                 | Rebels Never Die                       |
| Reminisce (featuring Lee Grant)                                                   | 2022  | —         | —         | —         | —         | —         | —         | —         |                 | Rebels Never Die                       |
| Zero Gravity                                                                      | 2022  | —         | —         | —         | —         | —         | —         | —         |                 | Rebels Never Die                       |
| Laser                                                                             | 2022  | —         | —         | —         | —         | —         | —         | —         |                 | Rebels Never Die                       |
| I Feel Like Dancing                                                               | 2022  | —         | —         | —         | —         | —         | —         | —         |                 | Rebels Never Die                       |
| Self Destruct                                                                     | 2022  | —         | —         | —         | —         | —         | —         | —         |                 | Rebels Never Die                       |
| Take Me Away Again (avec Maddix & 4 Strings)                                      | 2023  | —         | —         | —         | —         | —         | —         | —         |                 |                                        |
| Balança (avec Vinne)                                                              | 2023  | —         | —         | —         | —         | —         | —         | —         |                 |                                        |
| Twisted (avec Will Sparks)                                                        | 2023  | —         | —         | —         | —         | —         | —         | —         |                 |                                        |
| Sloopkogel (avec Quintino)                                                        | 2023  | —         | —         | —         | —         | —         | —         | —         |                 |                                        |
| Revolution (avec Timmy Trumpet & Maddix)                                          | 2023  | —         | —         | —         | —         | —         | —         | —         |                 |                                        |
| Seduction (avec Olly James)                                                       | 2023  | —         | —         | —         | —         | —         | —         | —         |                 | The Seduction EP                       |
| Flatline (avec Olly James)                                                        | 2023  | —         | —         | —         | —         | —         | —         | —         |                 | The Seduction EP                       |
| Judgement Day (avec Sub Zero Project)                                             | 2023  | —         | —         | —         | —         | —         | —         | —         |                 |                                        |
| ACID (avec Maddix featuring Luciana)                                              | 2023  | —         | —         | —         | —         | —         | —         | —         |                 |                                        |
| Anybody Out There (avec Azteck et Alex Hepburn)                                   | 2023  | —         | —         | —         | —         | —         | —         | —         |                 |                                        |
| The Abyss (avec Space 92)                                                         | 2023  | —         | —         | —         | —         | —         | —         | —         |                 |                                        |
| Human (avec Machine Made)                                                         | 2023  | —         | —         | —         | —         | —         | —         | —         |                 |                                        |
| « — » signifie que le single ne s'est pas classé ou n'est pas sorti dans le pays. |       |           |           |           |           |           |           |           |                 |                                        |

## Remixes
2006
- The Underdog Project vs Sunclub - Summer Jam (Hardwell Bubbling Mix)

2007
- Scooter - Lass uns tanzen (Hardwell & Greatski Late At Night Remix)
- DJ Debonair Samir - Samir's Theme (Hardwell Mix)
- Sidney Samson & Skitzofrenix - You Don't Love Me (No, No, No) (Hardwell & R3hab Remix)
- Gregor Salto & Chuckie - Toys Are Nuts (Hardwell & R3hab Remix)

2008
- Marc Macrowland & Robbie Taylor - Black Bamboo (Hardwell Remix)
- DJ Rose - Summerlove (Hardwell & Greatski Club Mix)
- Gregor Salto - Bouncing Harbor (Hardwell & R3hab Remix)
- Richard Dinsdale - Sniffin (Hardwell & Greatski Sugar Free Remix)
- Hardwell & R3hab - Mrkrstft (Hardwell Remix)
- Carlos Silva featuring Nelson Freitas & Q-Plus - Cré Sabe 2008 (Hardwell Sunset Mix)
- Laidback Luke - Break Down The House (Hardwell & R3hab Remix)
- EliZe - Hot Stuff (Hardwell Sunrise Mix)
- Booty Luv - Dance Dance (Hardwell Remix)
- Hi_Tack - I Don't Mind (Hardwell & R3hab Remix)
- Chris Lake featuring Nastala - If You Knew (Hardwell & R3hab Dub Mix)
- Steve Angello & Laidback Luke featuring Robin S. - Show Me Love (Hardwell Sunrise Mix)

2009
- Quintino featuring Mitch Crown - You Can't Deny (Hardwell Remix)
- Armin van Buuren featuring VanVelzen - Broken Tonight (Hardwell Dutch Club Remix)
- Fedde le Grand - Let Me Be Real (Hardwell Remix)
- Fedde le Grand featuring Mitch Crown - Scared Of Me (Hardwell Remix)
- DJ Jean - Play That Beat (Hardwell Mix)
- George F - Bongo Man (Bjorn Wolf & Hardwell Remix)
- Bob Sinclar featuring Steve Edwards - Peace Song (Hardwell Remix)
- Funkerman featuring I-Fan - Remember (Hardwell Remix)
- Gregor Salto featuring Helena Mendes - Mas Que Nada (Hardwell & R3hab Remix)
- AnnaGrace - Let The Feelings Go (Hardwell Mix)
- Sander van Doorn & Marco V - What Say? (Hardwell Remix)
- Silvio Ecomo & Chuckie - Moombah (Hardwell & R3hab Mix)
- Sylver - Foreign Affair (Hardwell Remix)
- Patric La Funk - Restless (Bjorn Wolf & Hardwell Remix)

2010
- Nadia Ali - At The End (Hardwell Extended Remix)
- Tiësto - Lethal Industry (Hardwell Remix)
- Franky Rizardo - Afrika (Hardwell Remix)
- JoeySuki - Dig It All (Hardwell Edit)
- Nicky Romero - Switched (Hardwell & DJ Funkadelic Remix)
- Dwight Brown - El Saxo (Hardwell's Ibiza Remix)
- Rene Amesz - Coriander (Hardwell & R3hab Remix)

2011
- Taio Cruz featuring Flo Rida - Hangover (Hardwell Extended Remix)
- Flo Rida featuring Akon - Who Dat Girl (Hardwell Club Mix)
- Dada Life - Fight Club Is Closed (It's Time For Rock'n'Roll) (Hardwell Remix)
- Tiësto featuring BT - Love Comes Again (Hardwell Rework)
- Adrian Lux featuring Rebecca & Fiona - Boy (Hardwell Remix)
- Morgan Page & Sultan & Ned Shepard & BT featuring Angela McCluskey - In The Air (Hardwell Remix)
- Martin Solveig featuring  Kele - Ready 2 Go (Hardwell Remix)
- Gareth Emery & Jerome Isma-Ae - Stars (Hardwell Remix)
- Alex Gaudino featuring  Kelly Rowland - What A Feeling (Hardwell Club Mix)
- DJ Fresh featuring  Sian Evans - Louder (Hardwell Remix)
- Bella - Nobody Loves Me (Hardwell Remix)
- Jake Shanahan & Sebastien Lintz - Passion (Hardwell Edit)
- Michael Brun - Dawn (Hardwell Edit)
- Haley - Physical (Hardwell Remix)
- Clokx - Catch Your Fall (Hardwell Club Mix)

2012
- The Naked and Famous - Young Blood (Tiësto & Hardwell Remix)
- Example - Say Nothing (Hardwell & Dannic Remix)
- The Wanted - Chasing The Sun (Hardwell Remix)
- Rihanna - Where Have You Been (Hardwell Remix)
- Franky Rizardo & Roul and Doors - Elements (Hardwell & Dannic Remix)
- NO_ID & Martin Volt - Zelda (Hardwell Edit)

2013
- Krewella - Alive (Hardwell Remix)
- Mark Knight & Funkagenda - Man With The Red Face (Hardwell Remix)
- Blasterjaxx - Fifteen (Hardwell Edit)
- Hardwell featuring Amba Shepherd - Apollo (Hardwell's Club Life Edit)
- Hardwell featuring Amba Shepherd - Apollo (Hardwell Ultra Edit)
- Joe Ghost - Are You Ready (Hardwell Rework)

2014
- Coldplay - A Sky Full Of Stars (Hardwell Remix)
- Deorro & J-Trick - Rambo (Hardwell Edit)
- Armin van Buuren - Ping Pong (Hardwell Remix)
- Bingo Players - Knock You Out (Hardwell Remix)

2015
- Calvin Harris featuring Ellie Goulding - Outside (Hardwell Remix)
- Domeno & Michael Sparks - Locked & Loaded (Hardwell Edit)
- Quintino - Scorpion (Hardwell Edit)
- The Legend of Zelda - Ocarina of Time's Gerudo Valley (Hardwell Remix) (de Koji Kondo)
- R3hab - Hakuna Matata (Hardwell Edit)

2016
- MC João - Baile De Favela (Hardwell Remix)
- Alan Walker featuring Iselin Solheim - Faded (Hardwell Remix)
- The Chainsmokers featuring Daya - Don't Let Me Down (Hardwell & Sephyx Remix)
- Moby - Go (Hardwell Remix)
- Jewelz & Sparks - Crank (HWL Remix)
- Hardwell featuring Jay Sean - Thinking About You (Hardwell & Kaaze Remix)

2017
- Kill The Buzz - Break The House Down (Hardwell Edit)
- Badd Dimes - Go Down Low (Hardwell Edit)
- J. Balvin & Willy William - Mi gente (Hardwell & Quintino Remix)
- Hardwell - Eclipse (Hardwell & Kaaze Remix)
- Vigel - Z3RO (Hardwell Edit)

2018
- Cascada - Everytime We Touch (Hardwell & Maurice West Remix)
- Dada Life - Do It Till Your Face Hurts (Hardwell Edit)
- Mike Williams - The Beat (Hardwell Edit)
- U2 - Summer Of Love (Hardwell Remix)

2022
- La Fuente - I Want You (Hardwell Remix)

2023
- David Guetta vs Benny Benassi - Satisfaction (Hardwell & Maddix Remix)
- Calvin Harris & Ellie Goulding - Miracle (Hardwell Remix)